# Письмовник Курганова
«Российская универсальная грамматика, или всеобщее письмословие, предлагающее легчайший способ основательного учения русскому языку с седмью присовокуплениями разных учебных и полезно-забавных вещей» (с последующих изданий получила название «Письмовник») — книга 1793 года Николая Курганова; первоначально «Письмовник» был создан Кургановым для своих детей, так как его не устраивал учебник русской грамматики того времени.
Содержала популярное изложение «Российской грамматики» Ломоносова, справочник по классической мифологии, словарь иностранных слов, сборники анекдотов, народных пословиц и поговорок, примеры народной поэзии, избранные стихотворения крупнейших русских поэтов XVIII века.
Книга пользовалась огромной популярностью и в образованных кругах русского общества. Считается самым читаемым и широко распространенным печатным изданием второй половины XVIII — начала XIX века.
Личностью Курганова интересовался А. С. Пушкин; в неоконченной повести «История села Горюхина» герой И. П. Белкин, от имени которого Пушкин опубликовал «Повести Белкина», говорит: «Чтение письмовника долго было любимым моим упражнением. Я знал его наизусть и, несмотря на то, каждый день находил в нём новые незамеченные красоты».

## Название
Словом «письмовник» Курганов перевел греческое «грамматика» — грамматикой начинается и оканчивается учебная часть «Письмовника», за ней следуют разнообразные «присовокупления» («приложения»): Курганов был противником обильных иностранных заимствований в русском языке и часто вводил в оборот новые слова. Эти-то присовокупления и создали «Письмовнику» великую славу среди читателей.

## Переиздания
«Письмовник» переиздавался 11 раз в период 1769—1837 г, при этом текст постепенно дополнялся и расширялся.
Издания выходили в 1777, 1788, 1790, 1802 (три издания), 1809 и 1831 годах.
В 1976 году вышло фрагментарное советское переиздание.